# 程国栄
程国栄（てい こくえい、1976年10月10日 - ）は、中華人民共和国の男性。「イケメン・ホームレス」として話題になった人物である。渾名の犀利哥（シーリーゴ）とは「目つきの鋭いアニキ」の意味で、乞丐王子と称されることもある。イギリスのインデペンデント紙は彼を「中国一クールな男」（The coolest man in China）と称した。身長5呎4吋（≒163cm）。
浙江省寧波市在住。弟に程国聖がいる。

## 略歴
1997年、南京軍区江西省南昌の部隊に配属。1998年の洪水（zh:1998年中国水灾）時、災害派遣に出動し、部隊褒章（嘉奨）を授与された。
21歳の時に結婚し、2児を儲けた。その後、出稼ぎに出たが、間もなく音信が途絶えた。戦友が彼に会ったところ、満足な仕事にありつけず、現在の様な境遇に落ちぶれたという。「昔の自分はもう死んだから、昔の事を言うのはよしてくれ」と言われたという（他说那个曾经的他已经死了，往事不用再提）。
2010年2月、中国の掲示板に彼の写真が掲載され、そのイケメン（犀利哥）さが話題となった。台湾の中天電視のテレビ番組「全民最大党」（zh:全民最大党）で物真似タレントが彼の真似を披露したという。
各種マスコミで話題となったことから、寧波市の救助站は、彼を救助すべく、本人を探し当てたところ、彼は救助を拒んだが、その後、家族が探し出され、無事保護された。